# Bauhinia
Bauhinia es un género de más de 200 especies de plantas fanerógamas en la subfamilia Caesalpinioideae de la familia de leguminosas (Fabaceae), con una distribución pantropical. 
Muchas especies se  plantan universalmente en los trópicos como "árboles orquídeos", particularmente en el norte de India, Vietnam y sudeste de China.  En EE. UU., el árbol crece en Hawái, en las costas de California, y el sur de Texas, Florida. 
Bauhinia×blakeana es el emblema  floral de Hong Kong, y una flor del "árbol orquídeo" estilizado  aparece en la bandera de Hong Kong.
Nombres comunes: marfil montañoso, pata de vaca purpúrea, pata o pezuña de vaca; en Venezuela: Urape, Pata de vaca (B. aculeata L.) Urape morado, o casco de vaca (B. variegata L.), Urape purpúreo (B. purpurea L.), Urape  rosado (B. monandra Kurz), Urape blanco (B. megalandra Griseb.).
- Bauhinia glabra Jacq. - Bejuco de tortuga, niormo, perichargua[2]
- Bauhinia multinervia DC. - Urape de Caracas[2]
- Bauhinia pes-caprae Cav. - Pie de cabra[2]

## Descripción
Alcanzan alturas típicas de 6-12 m y sus ramas se extienden de 3-6 m de longitud. Las hojas lobuladas normalmente son de 10-15 cm de ancho.
Las flores pentapétalas, generalmente en tonalidades de rojo, rosa,  amarillo, son fragantes. Los racimos tiene de 7-13 cm de diámetro. Los árboles comienzan a florecer a fines de invierno y continúan hasta comienzos del verano.

## Taxonomía
El género fue descrito por Carlos Linneo y publicado en Species Plantarum 1: 374–375. 1753. La especie tipo es: Bauhinia aculeata L. 
Etimología
Bauhinia: nombre genérico nombrado en honor de los hermanos herboristas y botánicos suizos; Caspar (1560-1624) y Johann Bauhin  (1541-1613). El primero fue botánico y médico, autor de un índice de  nombres de plantas y sus sinónimos llamado Pinax Theatri botanici, y profesor de anatomía y botánica en la Universidad de Basilea, que distinguía entre género y especie, y fue el primero en establecer un sistema científico de la nomenclatura, mientras que el segundo fue coautor de la gran obra Historia Plantarum universalis, publicado cuarenta años después de su muerte.

## Especies
- Bauhinia acuminata L.
- Bauhinia augusti Harms
- Bauhinia blakeana Dunn
- Bauhinia acuminata L.
- Bauhinia aureifolia K.Larsen & S.S.Larsen
- Bauhinia bassacensis Pierre ex Gagnep.
- Bauhinia bidentata Jack subsp. bicornuta (Miq.) K.Larsen & S.S.Larsen
- Bauhinia binata Blanco
- Bauhinia blakeana Dunn
- Bauhinia bracteata (Graham ex Benth.) Baker
- Bauhinia championi
- Bauhinia corymbosa Roxb.
- Bauhinia curtisii Prain
- Bauhinia ferruginea Roxb.
- Bauhinia forficata Link
- Bauhinia galpinii N.E.Br.
- Bauhinia glauca (Wall.ex Benth.)
- Bauhinia harmsiana Hosseus
- Bauhinia hirsuta Weinm.
- Bauhinia integerrima Mart. ex Benth.
- Bauhinia integrifolia Roxb.
- Bauhinia involucellata Kurz
- Bauhinia lakhonensis Gagnep.
- Bauhinia malabarica Roxb.
- Bauhinia monandra Kurz
- Bauhinia nervosa (Wall. ex Benth.) Baker
- Bauhinia ornata Kurz var. burmanica K.Larsen & S.S.Larsen
- Bauhinia ornata Kurz var. kerrii (Gagnep. ) K. & S.S.Larsen
- Bauhinia penicilliloba Pierre ex Gagnep.
- Bauhinia pottsii G.Don var. decipiens (Craib) K. & S.S.Larsen
- Bauhinia pottsii G.Don var. mollissima (Wall. ex Prain) K.Larsen & S.S.Larsen
- Bauhinia pottsii G.Don var. pottsii
- Bauhinia pottsii G.Don var. subsessilis (Craib) de Wit
- Bauhinia pottsii G.Don var. velutina (Wall. ex Benth.) K.Larsen & S.S.Larsen
- Bauhinia pulla Craib
- Bauhinia purpurea L.
- Bauhinia racemosa Lam.
- Bauhinia saccocalyx Pierre
- Bauhinia scandens L. var. horsfieldii (Miq.) K.Larsen & S.S.Larsen
- Bauhinia siamensis K.Larsen & S.S. Larsen
- Bauhinia similis Craib
- Bauhinia sirindhorniae K.Larsen & S.S.Larsen
- Bauhinia strychnifolia Craib
- Bauhinia strychnoidea Prain
- Bauhinia tomentosa L.
- Bauhinia vahlii Wight & Arn.
- Bauhinia variegata L.
- Bauhinia viridescens Desv. var. hirsuta K. & S.S.Larsen
- Bauhinia viridescens Desv. var. viridescens
- Bauhinia xanthoneura Korth. ex Miq.
- Bauhinia xerophyta Du Puy & R.Rabev.
- Bauhinia wallichii J.F.Macbr.
- Bauhinia welwitschii Oliv.
- Bauhinia winitii Craib
- Bauhinia yingtakensis Merr. & F.P.Metcalf
- Bauhinia yunnanensis Franch.